# Lech Charewicz
Lech Aleksy Charewicz (ur. 20 czerwca 1935 w Warszawie) – polski artysta fotograf (fotografik), uhonorowany tytułem „Artiste FIAP” (AFIAP).

## Życiorys
Stracił ojca, gdy miał trzy lata. Okres okupacji i powstanie warszawskie spędził z matką na Powiślu. W roku 1954 zdał maturę i uzyskał tytuł fototechnika. Do 1963 roku pracował jako fotograf w Centrum Badań Uzbrojenia w Zielonce. Następnie był głównym technologiem w Zakładach Wytwórczych „Foto-Pam” podległych Zarządowi Głównemu PTTK. W 1963 roku ukończył studium fotografii naukowej. W 1964 roku rozpoczął pracę w Wojskowej Akademii Technicznej w Katedrze Podstaw Mechaniki i Fizyki Technicznej u prof. Sylwestra Kaliskiego, gdzie został kierownikiem zakładu fotografii. W 1970 roku otrzymał tytuł AFIAP („Artiste FIAP”), nadany przez Międzynarodową Federację Sztuki Fotograficznej FIAP. Od 1972 roku jest członkiem Związku Polskich Artystów Fotografików. Był członkiem zarządu Warszawskiego Towarzystwa Fotograficznego. Pracował jako instruktor fotografii z uprawnieniami Ministerstwa Kultury i Sztuki. Bierze udział w licznych konkursach fotograficznych prezentując swoje prace także jako członek jury. Jest komisarzem licznych plenerów fotograficznych, autorem i współautorem wielu wystaw indywidualnych i zbiorowych (był autorem wystaw w warszawskiej Zachęcie m.in. „K. Szymanowski”, „Robotnicy”, „Szare w kolorze” i „Korczak”).
W swoim archiwum zgromadził kilkanaście tysięcy negatywów, prac fotograficznych. Fotografuje piękno gór i osiągnięcia polskiego alpinizmu. Jako członek (od 1968 roku) Polskiego Klubu Górskiego uczestniczył w wyprawach w najwyższe góry świata: Kaukaz, Alpy, Ałtaj Mongolski, Himalaje i Karakorum. Efekty prac prezentuje na wystawach, m.in. „W górach Mongolii” (Muzeum Azji i Pacyfiku, Warszawa), „Kaukaz” (KMPiK Nowy Świat, Warszawa).
Lech Charewicz jest laureatem wielu nagród i wyróżnień. Otrzymał (m.in.) odznakę honorową „Zasłużony dla Kultury Polskiej”. W 2000 został wyróżniony Nagrodą Honorową im. Fryderyka Kremsera.